# 彭家庄站 (济南地铁)
彭家庄站是济南轨道交通2号线的地铁车站，位于中华人民共和国山东省济南市历城区唐冶街道飞跃大道与唐冶中路交叉口路北，2021年3月26日投入运营。

## 车站构造

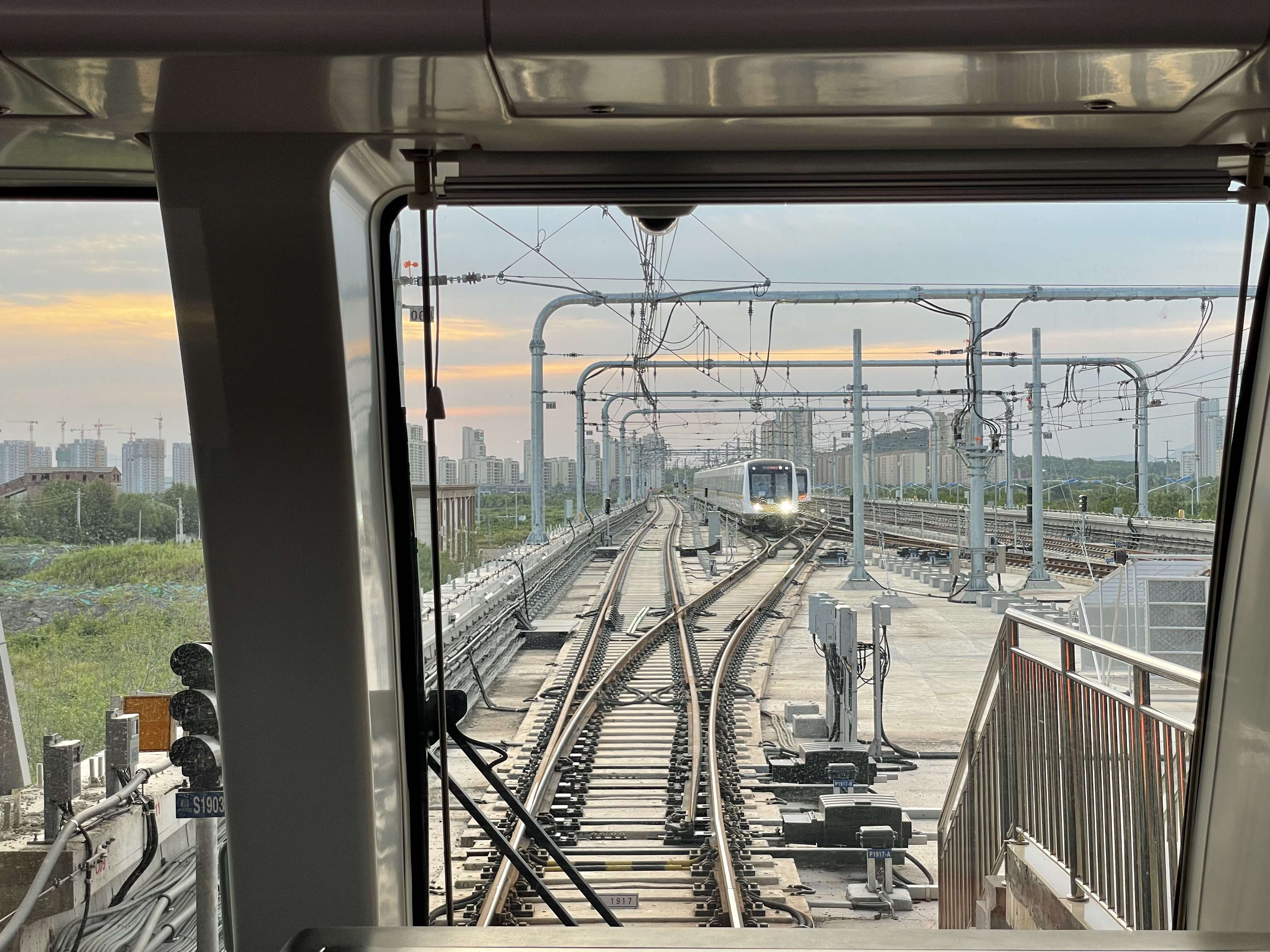
正准备在彭家庄站折返的列车

彭家庄站为高架二层的11米岛式车站。东侧设折返线，并预设延伸条件。

## 出入口
| 編號         | 指示                                              |
| ------------ | ------------------------------------------------- |
| （临时关闭） | 飞跃大道与唐冶中路交叉口以北200米路东             |
| 出口 · B     | 飞跃大道与唐冶中路交叉口以东300米路北(C口以北)    |
| 出口 · C     | 飞跃大道与唐冶中路交叉口以东300米路北(临近马路旁) |
| 出口 · D     | 飞跃大道与唐冶中路交叉口东北角侧                  |

2022年6月17日，为配合4号线建设，A出入口临时关闭。

### 临近地点
- 济南市历城二中